# DB-Baureihe V 90
Die Baureihe V 90 ist eine mittelschwere dieselhydraulische Rangier- und Verschiebelokomotive mit der Achsfolge B’B’. Im Fahrzeugeinstellungsregister wurden die Baureihen 3290, 3294 und 3296 vergeben.

## Geschichte
Die V 90 ähnelt den Streckenlokomotiven der Familie V 100 (Baureihen 211 bis 213), aus denen sie weiterentwickelt wurde. Ursprünglich war geplant, für den schweren Rangierdienst eine ballastierte Variante der V 100 mit verstärktem Rahmen zu beschaffen, die Fahrzeugauslegung war dafür aber nicht geeignet (die Achslast ließ sich so nicht auf die geforderten 20 t erhöhen). Die Maschinenbau Kiel (MaK) konstruierte daher die schwerere und längere V 90 und lieferte 1964/1965 zunächst 20 Vorserienlokomotiven mit dem 800-kW-Motor der Baureihe 211 und 70 km/h Höchstgeschwindigkeit. 1966 begann mit 290 021 die Serienlieferung, aus der bis Ende 1974 388 Exemplare hervorgingen. Die Serienloks haben den Motor MTU 12V 652 TA der Baureihe 212 (jedoch gedrosselt auf 800 kW) und sind 80 km/h schnell. Gegenüber der Vorserie wurde der Rahmen auf 14,32 Meter verlängert.
Die Maschinen wurden in purpurrot (RAL 3004) abgeliefert und ab Mitte der 1970er Jahre in das neue Farbschema ozeanblau-elfenbein (RAL 5020, RAL 1014) umlackiert – im allgemeinen Sprachgebrauch auch ozeanblau-beige oder türkis-beige genannt. In der zweiten Hälfte der 1980er Jahre folgte das orientrote (RAL 3031) Farbschema, seit Ende der 1990er Jahre werden die Maschinen in das aktuelle verkehrsrot (RAL 3020) der Deutschen Bahn AG umlackiert. In der Praxis hielt sich in der Anfangszeit die purpurrote Lackierung länger als bei anderen Baureihen – erst ab dem Jahr 1988 war das ozeanblau-beige Farbschema dominant (bis 1996). Die verkehrsrote Umlackierung wurde dagegen zügig umgesetzt, sodass bereits im Jahr 2000 nahezu zwei Drittel der Lokomotiven diese Lackierung trugen.
Da die Motoren der Baureihen 290 und 212 baugleich sind, wurden besonders in den 1970er und 1980er Jahren Motoren zwischen den beiden Lokbaureihen ausgetauscht. Damit konnten Motoren mit hohen Laufleistungen aus dem Streckendienst einer sinnvollen Restnutzung in der 290 zugeführt werden, während umgekehrt bislang überwiegend im Rangierdienst schwächer belastete Motoren für die 212 zur Verfügung standen. Dieser Ringtausch führte dazu, dass etwa zur Jahrtausendwende umfangreiche Motorenbestände endgültig verschlissen waren. Deshalb wurde ein Remotorisierungsprogramm gestartet. Seit 2003 werden Lokomotiven im Ausbesserungswerk Cottbus mit einem neuen 1000-kW-Motor des Typs 8V 4000 R41 von MTU ausgerüstet. Dabei wird eine neue Zweikreis-Kühlanlage und ein neuer Luftpresser (Schraubenluftpresser mit hydrostatischem Antrieb) eingebaut. Der neue Motor spart trotz höherer Leistung im Mittel 5,4 Liter Diesel pro Betriebsstunde bei Volllast. Die Ordnungsnummer der remotorisierten Lokomotiven wurde um 500 erhöht. Um den Kraftstoffverbrauch weiter zu senken, hat DB Schenker Rail (heute DB Cargo) 2015 begonnen, die Lokomotiven mit einer Start-Stopp-Automatik auszurüsten.
Die Lokomotiven tragen heute die Hauptlast des Einzelwagenverkehrs der DB Cargo und sind in ganz Deutschland zu finden. Sie übernehmen die Abholung und Zustellung von Wagengruppen bei Gleisanschließern in der Fläche und den Verschub dieser Einheiten auf den Rangierbahnhöfen.
Die erstgebaute 290 001 aus dem Jahr 1964 wurde 2012 vom DB Museum Koblenz übernommen.

## Fernsteuerungen

### Baureihe 290 mit Bergfunk
Einige Lokomotiven der Baureihe 290 wurden mit einer „Bergfunk“ genannten Funkfernsteuerung ausgerüstet, die es ermöglicht, die Loks in großen Rangierbahnhöfen (Mannheim, Seelze, Maschen, München, Kornwestheim, Nürnberg und Gremberg) durch einen Prozessrechner fernsteuern zu lassen. Das Bergfunk-System wurde bereits Mitte der 1960er Jahre entwickelt und zunächst auf V 90 020 am Mannheimer Rangierbahnhof erprobt. Eine Bergfunk-Lokomotive wird auf dem Rangierbahnhof beim Auflösen eines Zuges vom Prozessrechner gefahren. Der Rechner regelt die Geschwindigkeit beim Abdrücken. Zu diesem Zeitpunkt ist die Lokomotive von einem Lokrangierführer (Lrf) besetzt, der die Sicherheitsfahrschaltung bedient und die Lok nach dem Abdrücken an den nächsten Zug heranfährt. Ab dann steuert wieder der Rechner die Lokomotive.

### Umbau-Lokomotiven der Baureihe 294
Ab 1995 wurden in großer Zahl Lokomotiven der Baureihe 290 mit einer anderen Funkfernsteuerung von Krauss-Maffei (KM) ausgerüstet. Bei ihr kann der nun „Lokrangierführer“ (Lrf) genannte Lokführer die Lok über ein um den Oberkörper gehängtes, vor dem Bauch getragenes Fernsteuerbediengerät (FBG) bedienen. Dies ermöglichte die Einsparung von Rangierpersonal und wurde zuvor schon bei den kleineren Rangierloks der Baureihen V 60 und Köf III angewandt. Die so umgebauten Loks der Baureihe 290 werden ab Umbau als Baureihe 294 bezeichnet. Der Umbau kostete seinerzeit rund 180.000 DM pro Lokomotive.
Die Lokomotiven haben auf dem Führerstand einen Funkrechner, der alle Signale vom Bedienteil empfängt. Dazu muss der Lrf den Funk manuell einschalten, dieses tut er mittels Schlüsselschalter am Rechnerschrank. Die Fahrzeuge mit KM-Fernsteuerung haben oberhalb der Führerstandsfenster auf jeder Seite eine Lampe (Sichtmelder), die leuchtet, sobald sie im Funkbetrieb fährt. Durch diese Fernsteuerung konnte viel Personal eingespart werden, weil der Lrf nun selber an der Spitze der Rangierabteilung anwesend sein kann. Folgende Funktionen können mit der Fernsteuerung ausgeführt werden: Fahren, Bremsen, Anfahren am Berg, Vkonstant (Fahrgeschwindigkeit automatisch beibehalten, nur bei V <12,5 km/h, durch Taster „Entriegeln“), Sanden, Pfeifen, Angleichen, Rangierkupplung öffnen (Motor- oder hinterer Vorbau) und Schnellbremsung. Des Weiteren ist das FBG mit einem Neigungssensor ausgestattet, der bei einer Neigung über 50 Grad nach etwa vier Sekunden eine Zwangsbremsung einleitet (angenommene Dienstunfähigkeit des Lrf). Diese Funktion kann durch einen Taster bei Stillstand überbrückt werden, wie z. B. beim Kuppelvorgang und dient der passiven Sicherheit des Lrf (jedoch lässt sich währenddessen keine Leistung aufschalten). Bei allen FBG-Varianten ist ein Schlagtaster eingebaut, der bei Betätigung eine Schnellbremsung auslöst (aktive Sicherheit).
Die beiden Lokomotiven 294 789 und 294 832 wurden 2019 im Instandhaltungswerk Cottbus zu Hybrid-Musterlokomotiven umgebaut. Dabei wurden die hydrodynamischen Getriebe ausgebaut und durch Elektromotoren und mechanische Getriebe ersetzt, die durch Akkus bzw. den Fahrdiesel gespeist werden. Sie tragen die neue Baureihenbezeichnung 1094.

### Umbau-Lokomotiven der Baureihe 296
2007 und 2008 erhielten 30 Lokomotiven der Baureihe 290, die bereits über Bergfunk verfügten, zusätzlich die KM-Fernsteuerung. Die neu geschaffene Baureihe 296 soll sich dadurch in den Rangierbahnhöfen Gremberg, Mannheim, Maschen, München Nord und Seelze noch flexibler einsetzen lassen, wenn sie gerade nicht am Ablaufberg gebraucht wird. Diese Lokomotiven der Baureihe 296 erhielten durch den Umbau ebenfalls einen neuen 1000-kW-Motor des Typs 8V 4000 R41 von MTU. Die Ordnungsnummer wurde hierbei allerdings nicht um 500 erhöht.

### Baureihe 294 mit Shuttle-Fernsteuerung
Zehn Lokomotiven der Baureihe 294 erhielten im Jahr 2000 im Werk Chemnitz für den Stahlknüppelverkehr zwischen den Stahlwerken Neunkirchen und Völklingen sowie dem Walzwerk Burbach über Saarbrücken Rbf eine spezielle Variante der Fernsteuerung, welche es ermöglichte, zwei solchermaßen ausgerüstete Lokomotiven gemeinsam über Funk zu steuern und dadurch die Last der einzelnen Züge heraufzusetzen, ohne an Steigungen Probleme zu bekommen (die Strecke von Saarbrücken Rbf nach Neunkirchen Hbf hat eine starke Steigung, so dass selbst starke Elektrolokomotiven eine Anfahrgrenzlast von unter 1600 Tonnen haben). Die Ordnungsnummer der Loks wurde dabei auf die Nummern 900–910 erhöht. Im Zuge der Remotorisierung der Baureihe 294 wurde die Ordnungsnummer der mehrfachtraktionsfähigen 294 abermals geändert, um Doppelbelegungen zu vermeiden.
Dies konnte als Doppeltraktion aus zwei Loks oder, bei entsprechend geringerer Zuglänge, aus Zuglok am Anfang der Traktion und der Schiebelok am Ende bestehen, wobei die Schiebelok durch einen einzelnen Lokführer auf der Zuglok und einen zwischengeschalteten Funkrechner simultan während der Zugfahrt mitgesteuert wurde. In der Praxis wurde schon bald von der Nachschiebevariante abgesehen, da sie sich – wie die Doppeltraktionsvariante – als zu störanfällig herausstellte. In den folgenden Jahren wurde die Doppeltraktionssteuerung stillgelegt, die Geräte jedoch nicht ausgebaut. Mit der Voith Gravita steht mittlerweile eine Rangierlokomotive mit Funkfernsteuerung zur Verfügung, die bei Bedarf in Mehrfachtraktion gefahren werden kann.

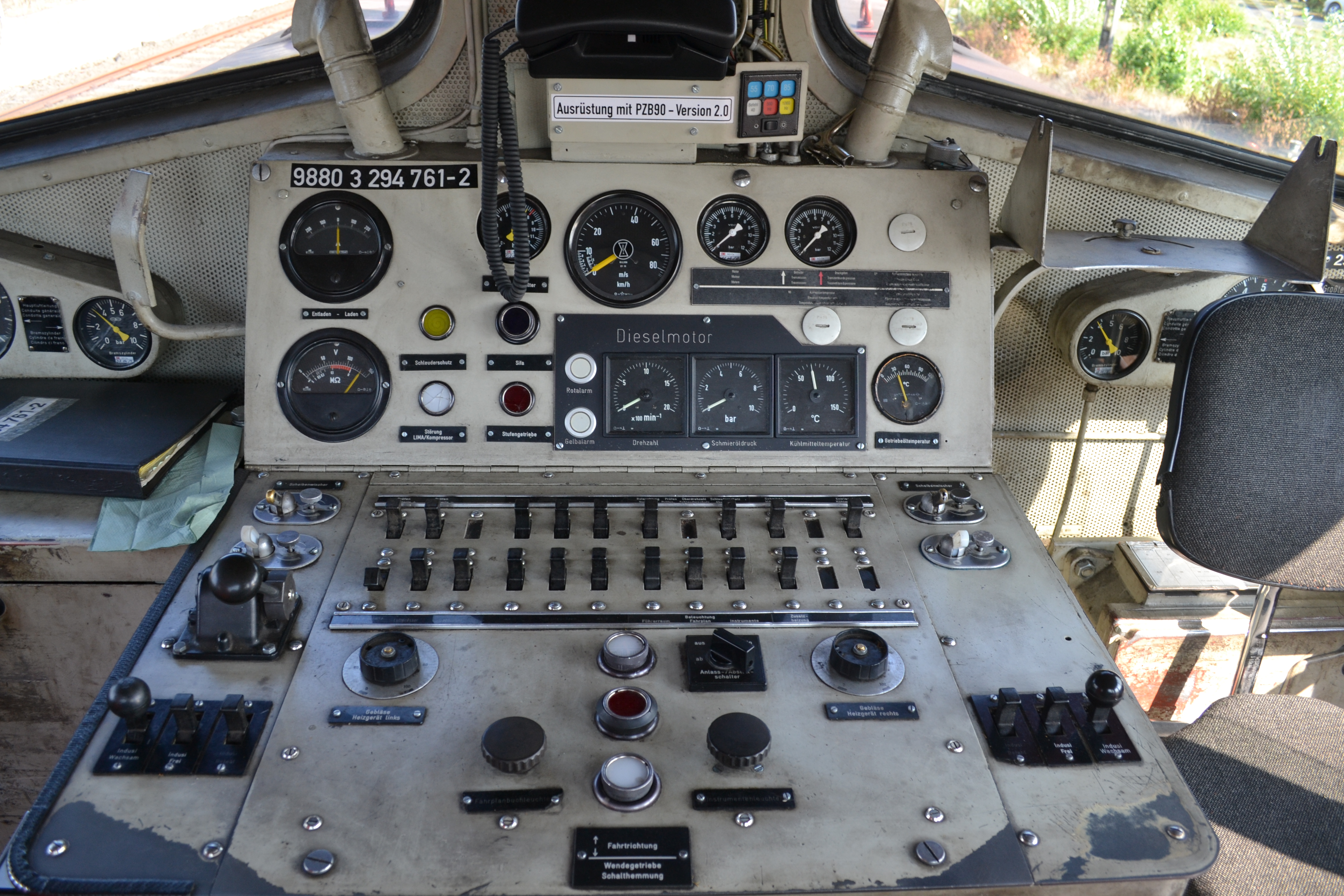
Führerstand einer 294
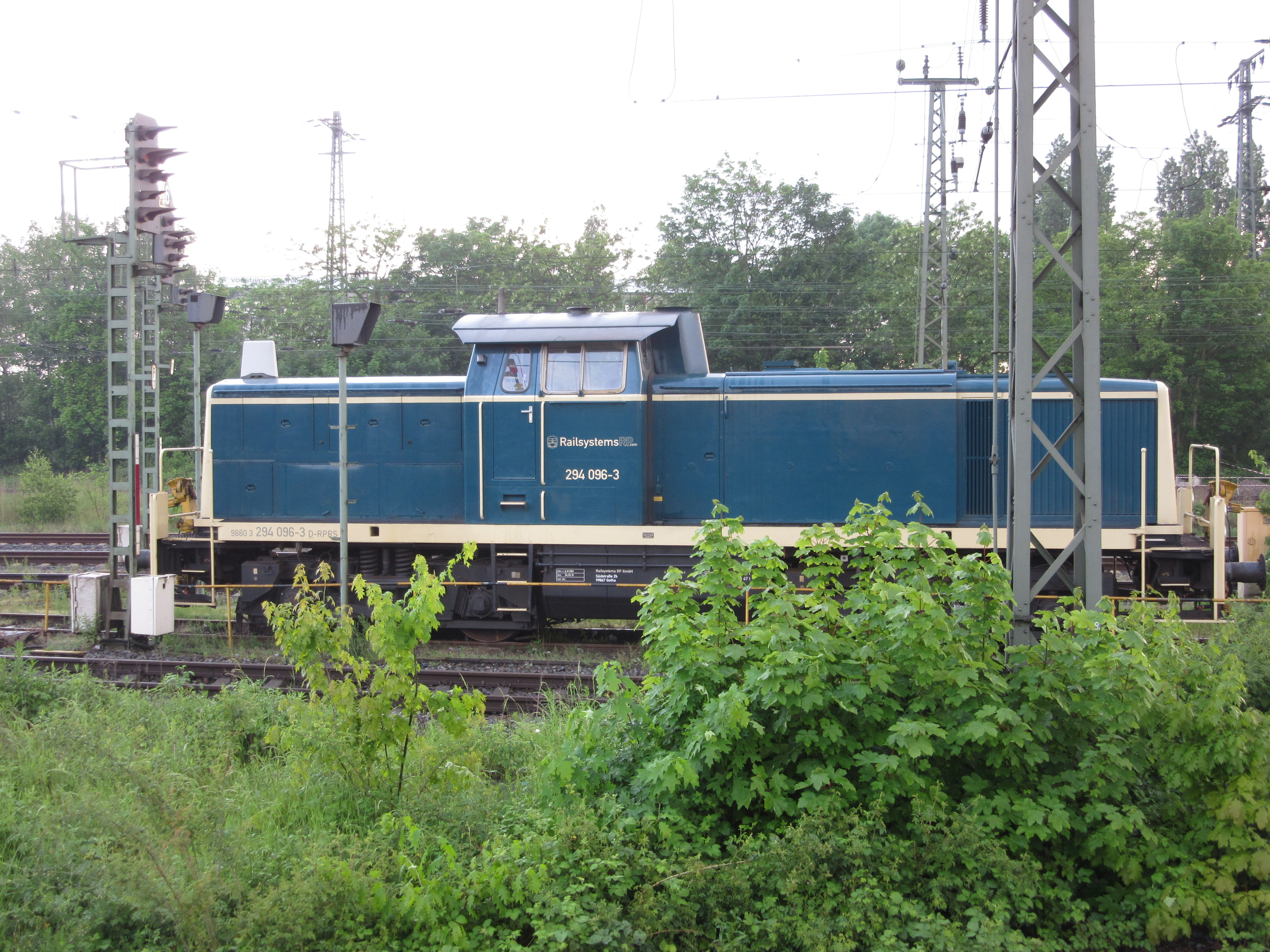
294 096-3 der Railsystems GmbH in Hamm (Westf)
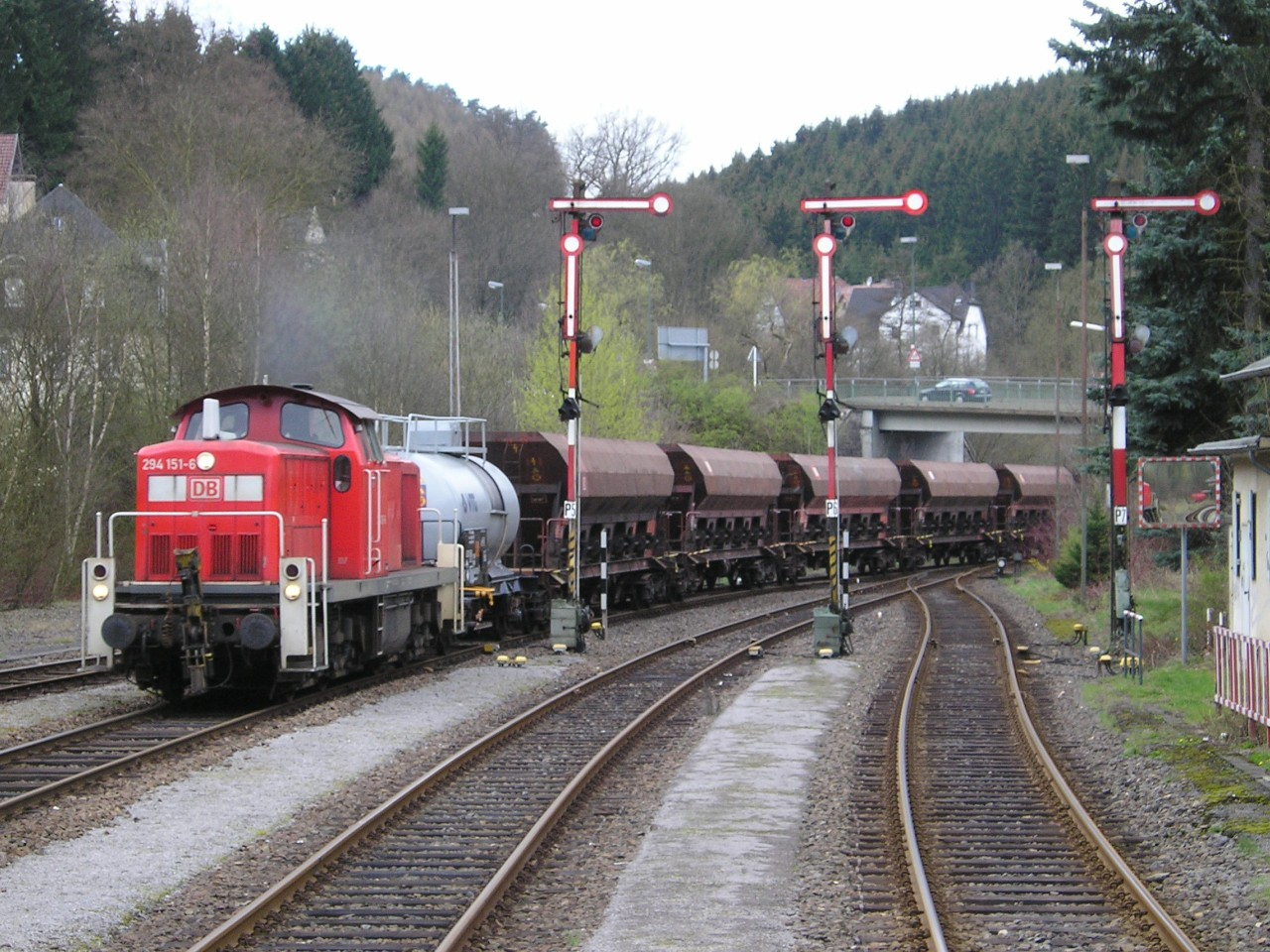
294 151-6 noch mit Ursprungsmotor und ohne Seitenlaufgitter. Brügge (Westf.), 7. April 2005
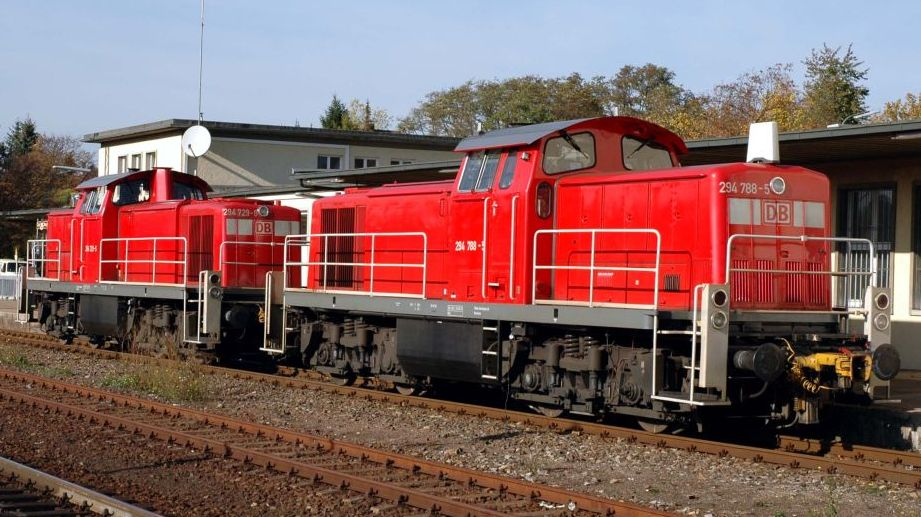
294 788 und 729 in Bad Friedrichshall-Jagstfeld (Oktober 2004)
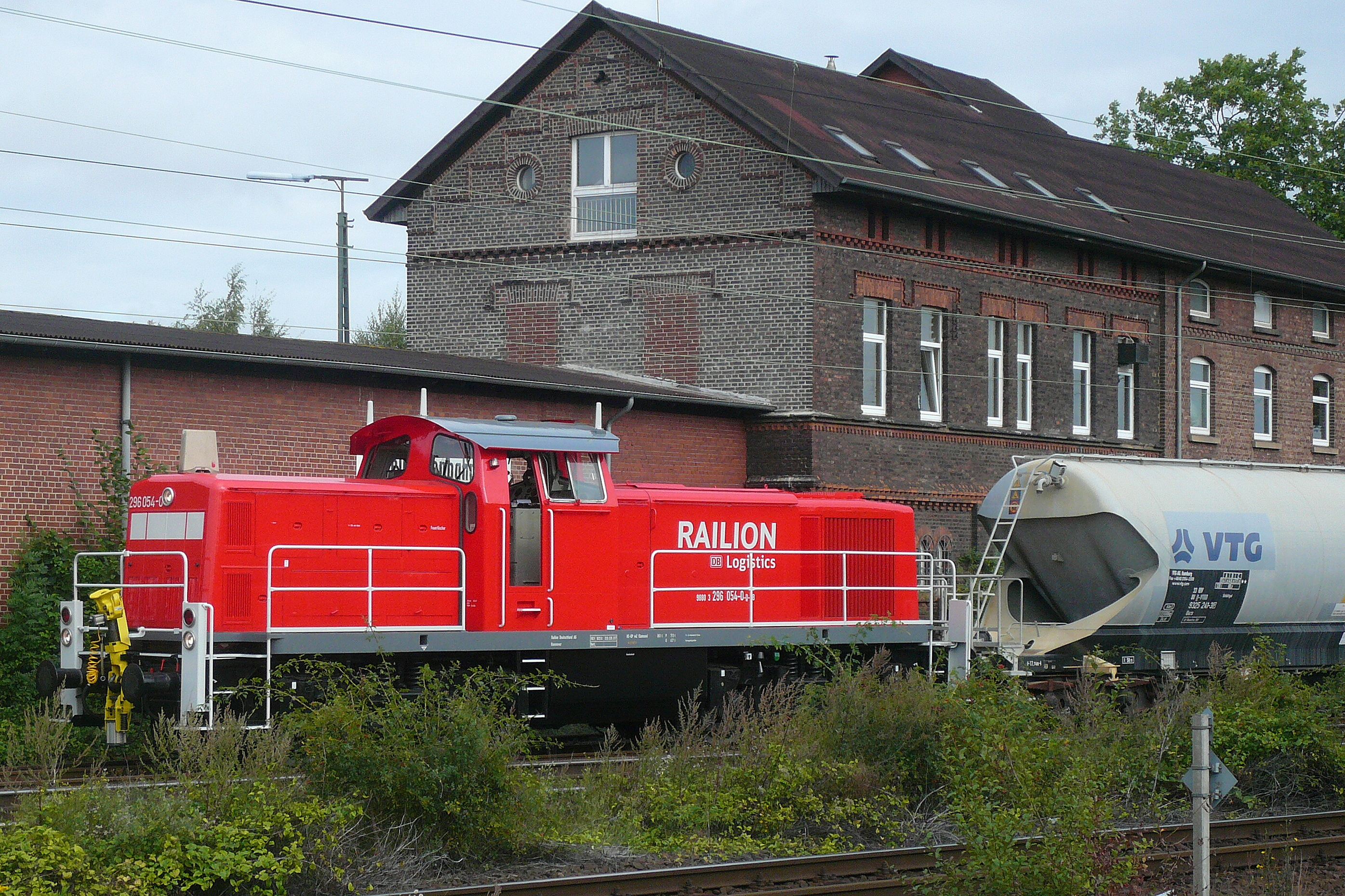
296 054-0 in Minden (Westfalen) am 31. August 2007
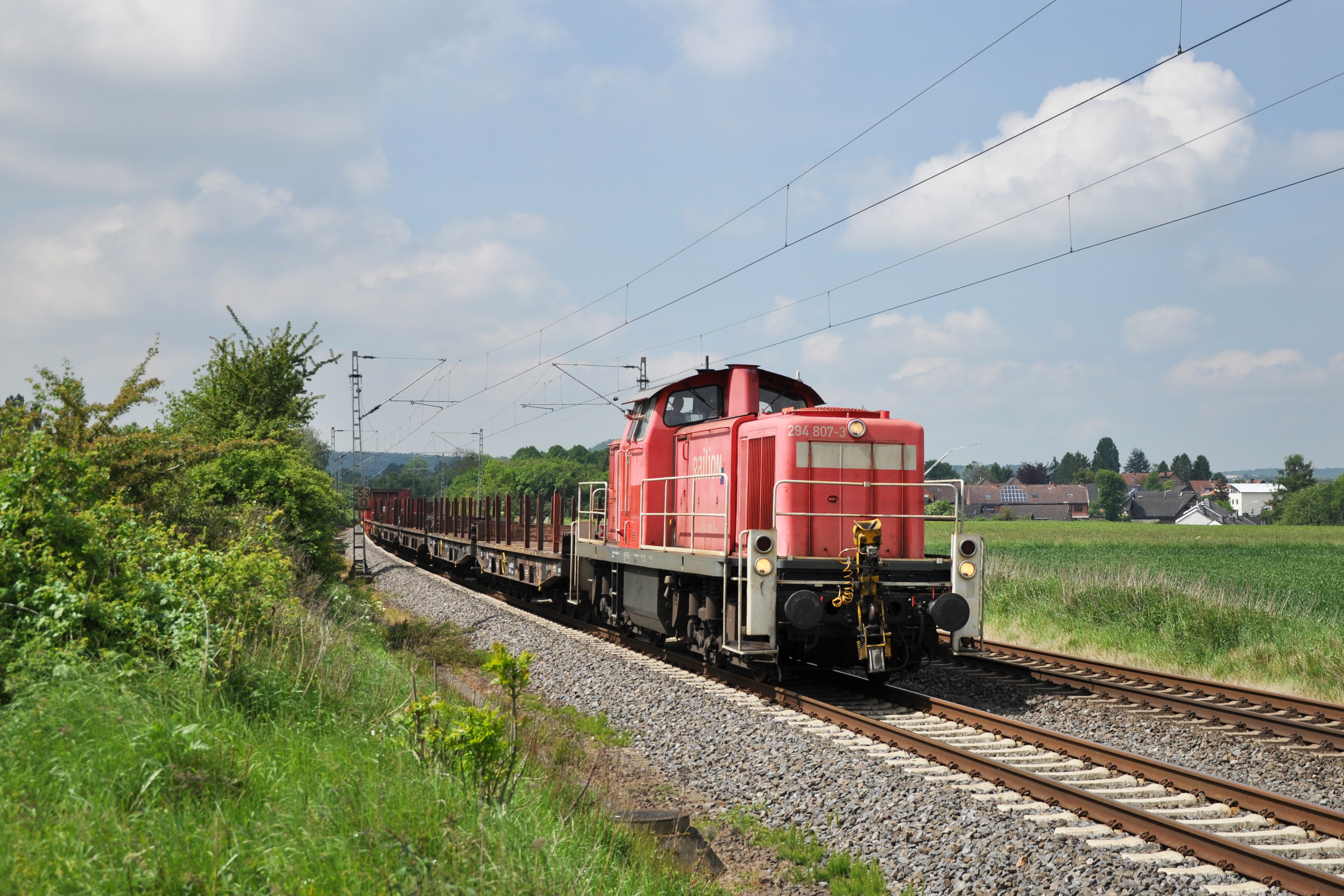
294 807 bei Eschweiler im Jahr 2014
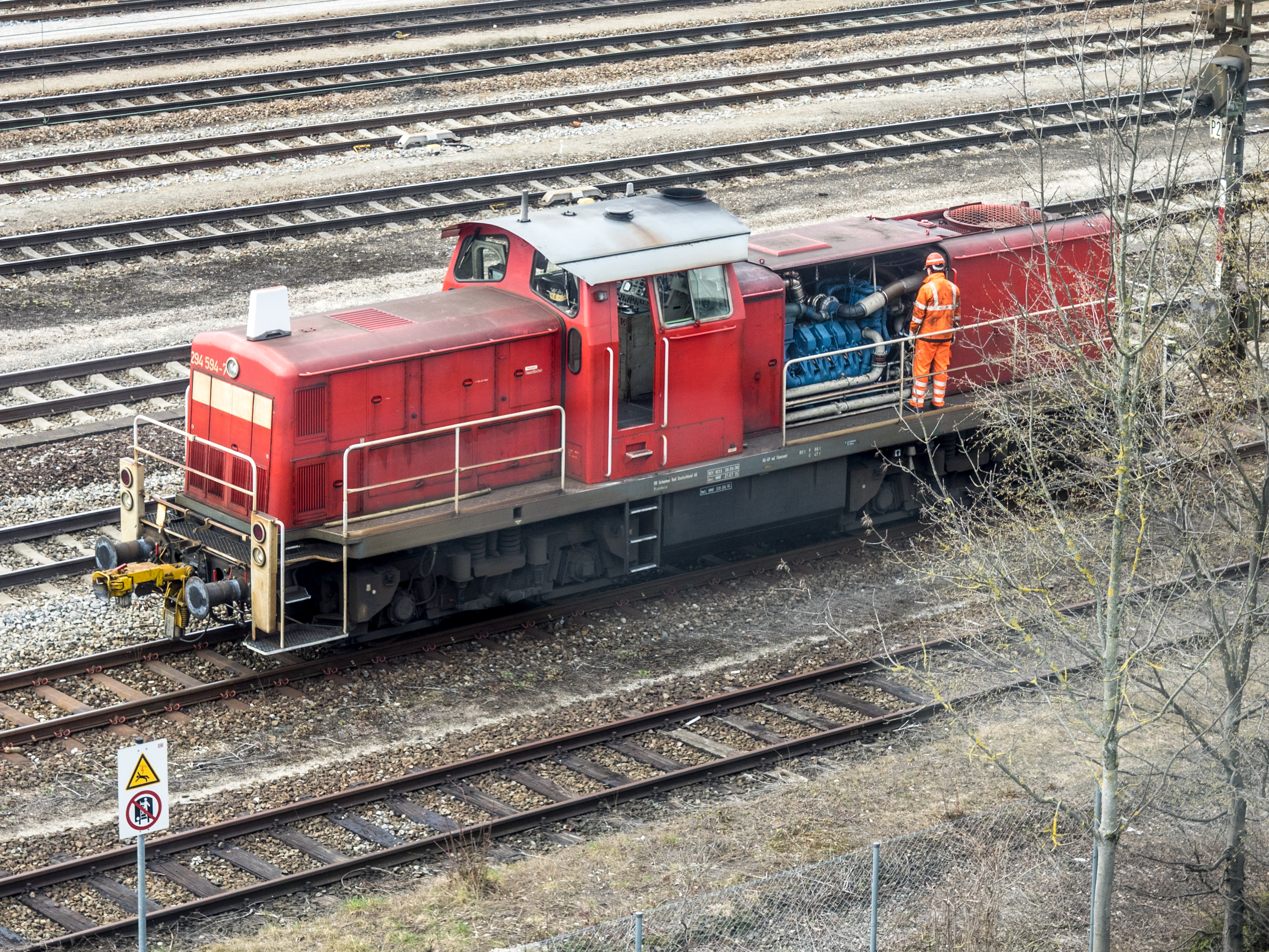
294 594 mit offenem Motorraum
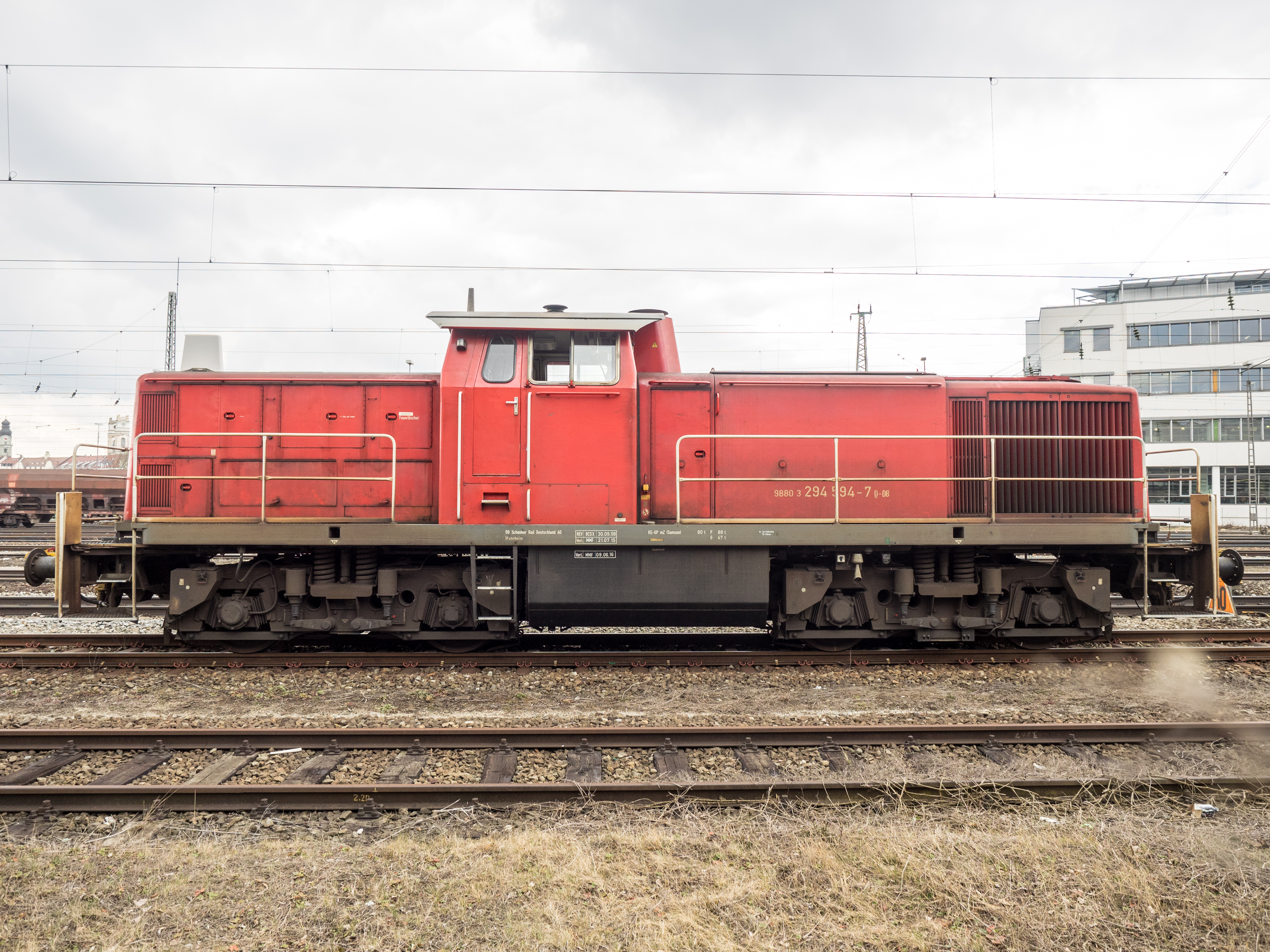
294 594 Seitenansicht
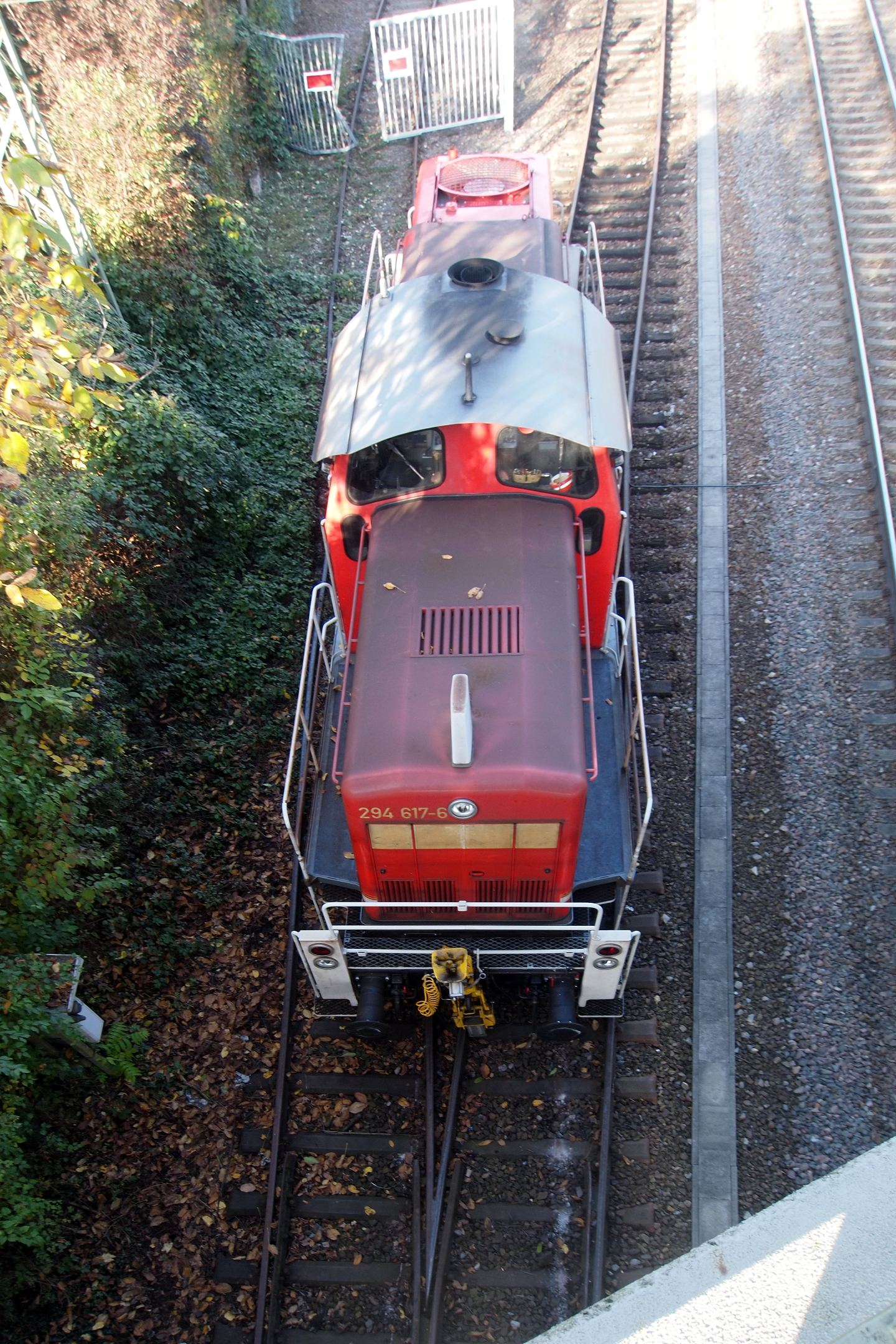
Draufsicht (entgleist)
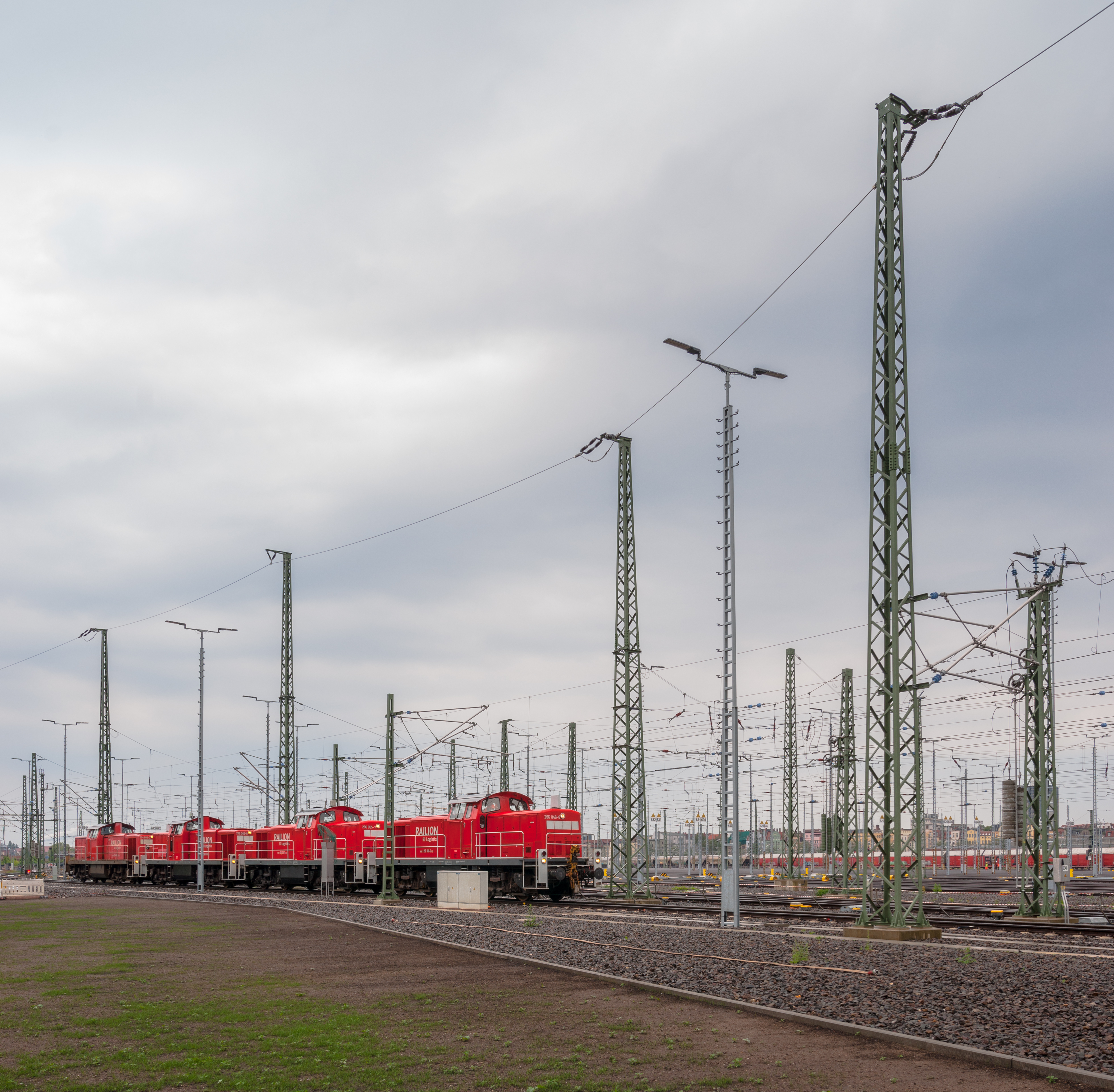
Eine DB 294 hinter drei DB 296 am 24. Mai 2018 auf der noch nicht in Betrieb genommenen ZBA Halle-Nord
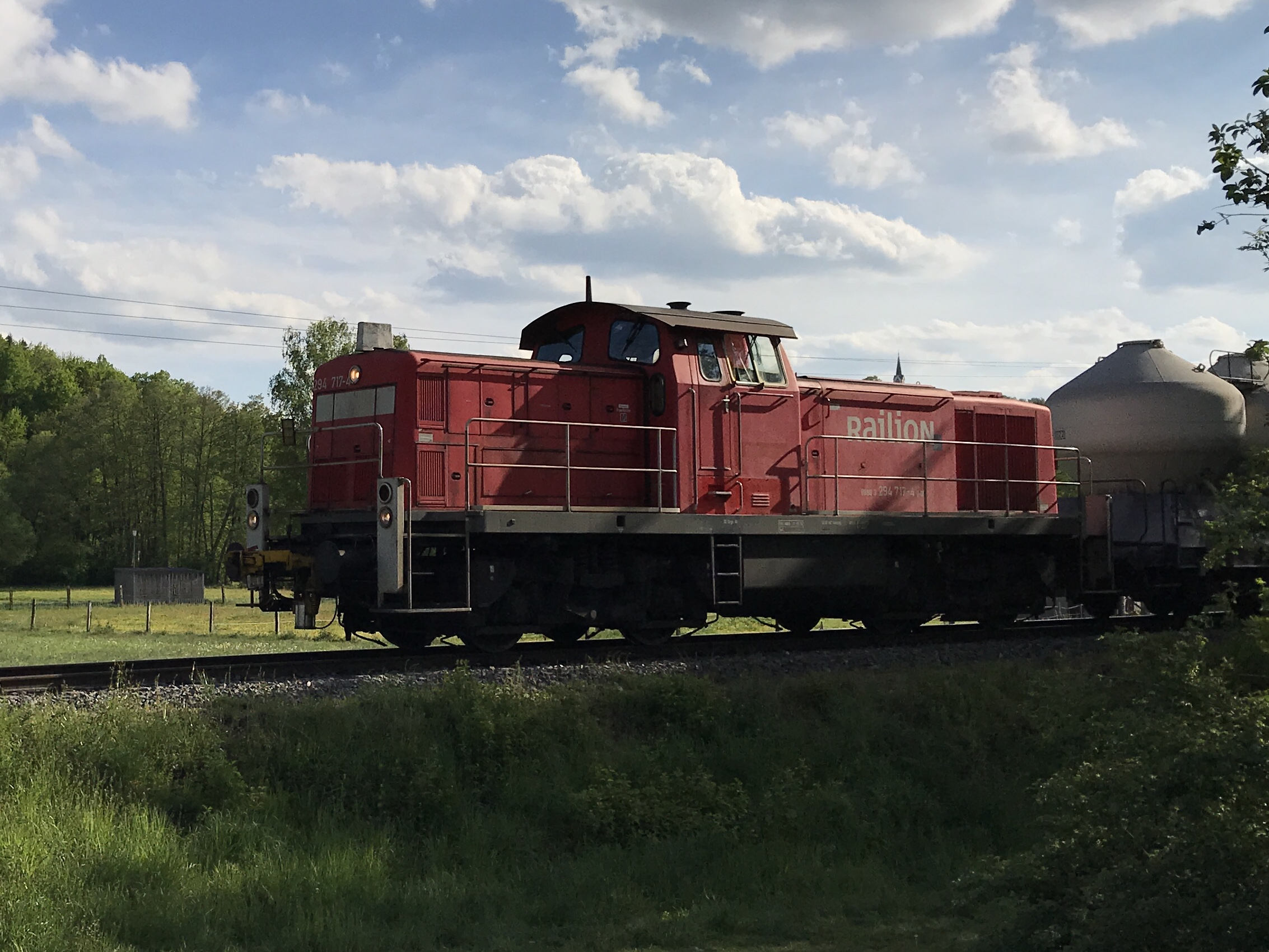
294 717-4 auf der Bahnstrecke Haidhof–Burglengenfeld (Mai 2020)

## Hybridlokomotive Baureihe 1094
Im Jahr 2018 wurde die 294 789 im DB-Instandhaltungswerk Cottbus zu einer Hybridlokomotive umgebaut und erhielt die neue Betriebsnummer 1094 001. Im deutschen Fahrzeugeinstellungsregister ist sie mit der Nummer 90 80 1094 001-7 D-DB registriert. Im Jahr 2020 soll als zweite Lok die 1094 002 (ex 294 832) fertiggestellt werden. Das Umbauprojekt mit dem Namen HELMS (Hybrid ELectro-Mechanical Shunter) erfolgt in Zusammenarbeit mit der japanischen Firma Toshiba. Im April 2020 war die 1094 001 noch nicht abgenommen, wurde aber bereits im Rangierdienst im Rangierbahnhof München-Nord getestet.
Im Laufe des Jahres 2021 wurde das Projekt HELMS eingestellt, da der „Weiterbetrieb der Dieselbestandsflotte mit alternativen Kraftstoffen die deutlich wirtschaftlichere, schnellere und einfachere Option ist“.

Die beiden umgebauten Fahrzeuge wurden in Cottbus abgestellt.

## Besondere Lokomotiven

### Bundeswehr-Lokomotive 290 999

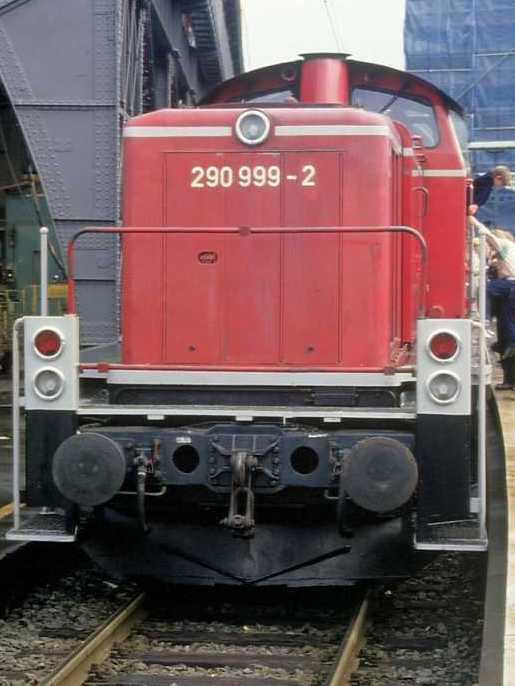
290 999 (purpurrot) der Bundeswehr

Die Bundeswehr beschaffte für den Einsatz im Luftwaffenversorgungsregiment 8 in Mechernich eine Lokomotive und stellte sie anschließend – als 290 999 bezeichnet – leihweise der Deutschen Bundesbahn zur Verfügung. Sie hatte den MTU-Motor MB 12 V 835 TA. Nach langjährigen Verhandlungen ging die Lokomotive zum 1. Januar 1996 in das Eigentum der Deutschen Bahn AG über. Sie erhielt dabei die Nummer 290 408 und lief seit dem Umbau auf Funkfernsteuerung als 294 408. Nach Erhalt des neuen 1000-kW-Motor des Typs 8V 4000 R41 von MTU läuft diese Lokomotive als 294 908.

### Museumslokomotive 290 371

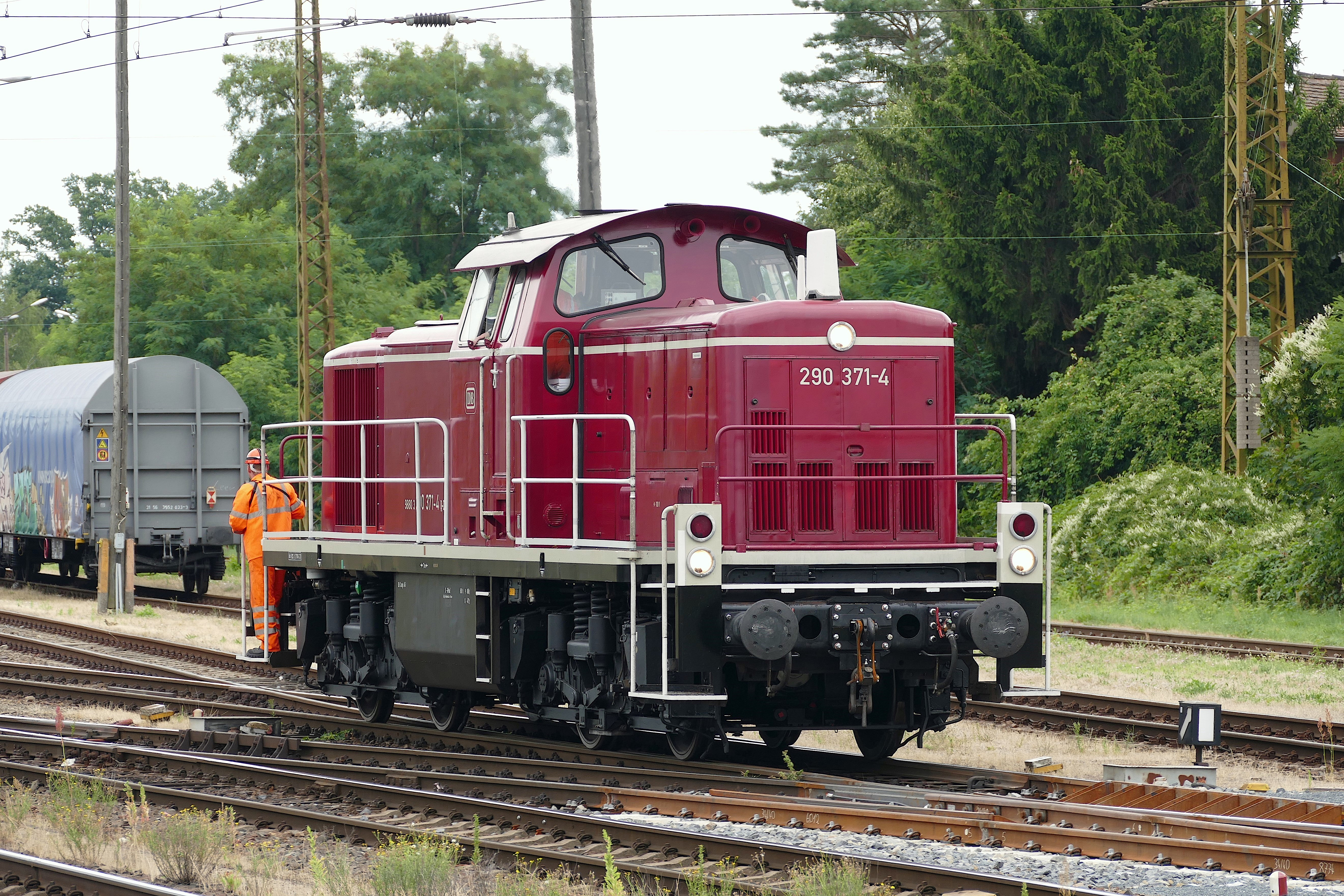
290 371 in Coswig (Juli 2023)

Die Lok mit der Nummer 290 371 ist eine Museumslokomotive. Sie ist die letzte Lokomotive ihrer Baureihe in der purpurroten Lackierung (Ursprungsfarbgebung) und befindet sich noch heute im Plandienst. Ende 2006 hatte die Lok einen schweren Unfall im Rangierbahnhof Köln-Gremberg. Nach dem Unfall wurde entschieden, dass die 290 371 Museumslokomotive bleiben soll. Im Ausbesserungswerk Cottbus wurde die Lok instand gesetzt und erhielt den neuen 1000-kW-Motor des Typs 8V 4000 R41 von MTU. Die Ordnungsnummer blieb trotz des neuen Motors unverändert. Zunächst war die Lok ohne Umlaufgitter, im Rahmen einer Revision im April 2015 erhielt sie ein erweitertes, auf beiden Seiten bis an den Führerstand reichendes Umlaufgitter.

### VAL Prototyp 290 677-4
Innerhalb des Projekts „Konzeption, Aufbau und betriebliche Erprobung der Vollautomatischen Abdrücklokomotive“ werden Automatisierungskomponenten für eine Rangierlok konzipiert, aufgebaut und deren Betriebstauglichkeit im Testfeld München-Nord erprobt. Ziel ist, bis Ende 2027 die Zulassungsreife zu erlangen, so dass in einem Folgeprojekt ab 2028 die Vorbereitungen sowie der Rollout auf die größten Zugbildungsanlagen erfolgen kann. In zwei Evolutionsstufen wird die Lok mit Sensorik zur Fahrwegsbeobachtung, Hindernis- und Signalerkennung sowie Steuerungsrechnern ausgestattet. Der erste Prototyp wurde auf einer Bestandslok aufgebaut. Über ein Driver Machine Interface kann der Lokrangierführer spezifische Fahraufträge an die Lok übermitteln, die anschließend von der Lok selbstständig umgesetzt werden. Bis März 2025 wurden erste Tests mit einem Prototyp des vollautomatischen Systems durchgeführt.

## Konstruktionsmerkmale
Die folgenden Erläuterungen zur Ausstattung der V 90 beziehen sich soweit nicht anders angegeben auf den Auslieferungszustand. Nach Umbau zur Funklok und Remotorisierung weicht die technische Ausrüstung heute erheblich davon ab.
Der Rahmen besteht aus Walzprofilen und Stahlgussteilen, wegen der angestrebten 20 t Achslast war kein Leichtbau nötig. Zusätzlich wurden sechs Tonnen Ballast eingebaut.
Die Vorbauten sind schmaler als bei der V 100, um eine bessere Sicht beim Rangieren zu ermöglichen.
Der längere vordere Vorbau enthält Kühlanlage, Vorwärmgerät und den Dieselmotor. Im hinteren Vorbau befinden sich Anlasslichtmaschine, Druckluftanlage, Batterien und der Betriebsbehälter der Kraftstoffanlage. Unter dem Führerhaus befinden sich die Kraftstoff-Hauptbehälter und das hydraulische Getriebe. Das Führerhaus entspricht weitgehend dem der Baureihe V 60.

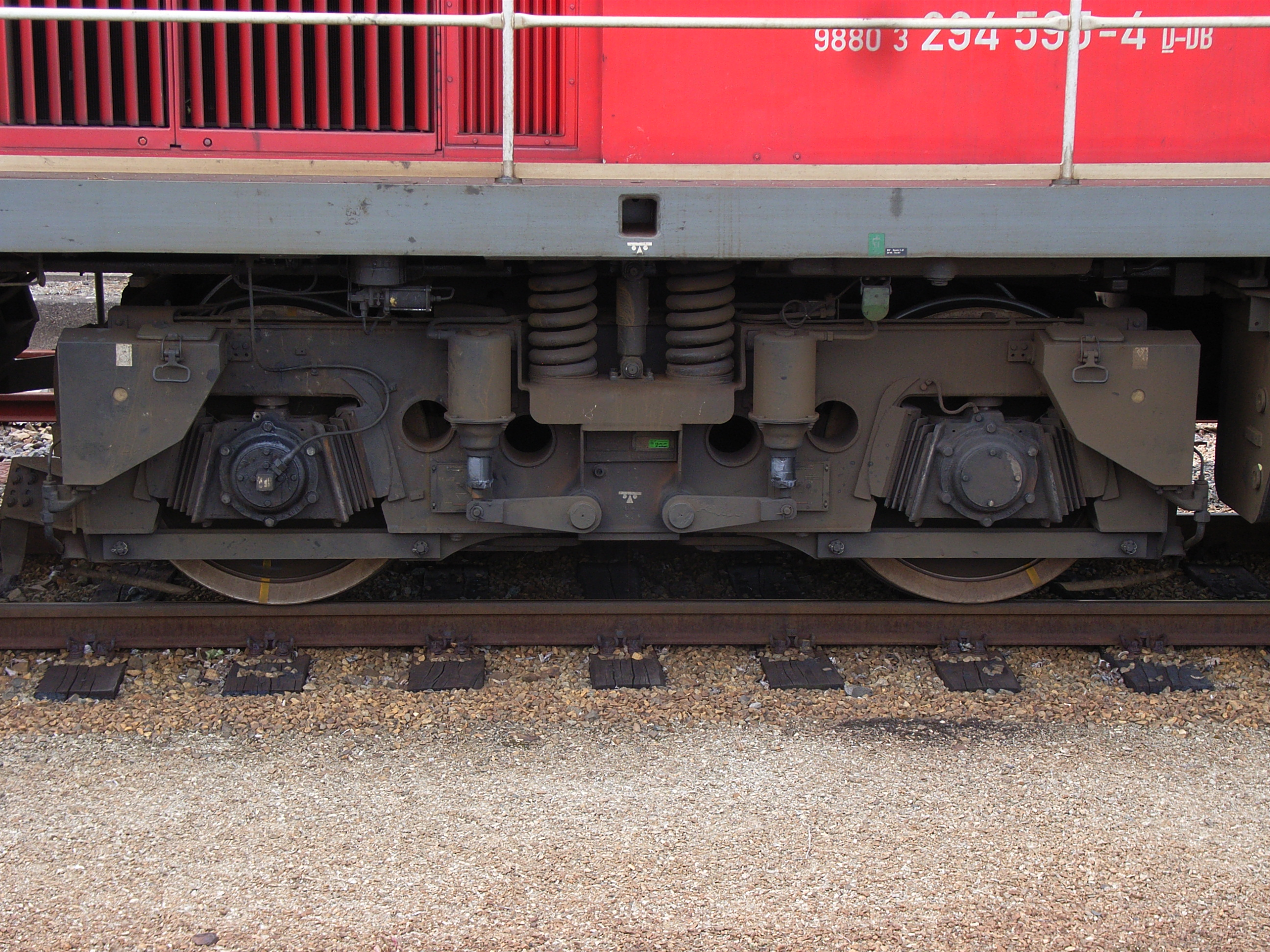
Drehgestell der 294

In den Drehgestellen werden die Achslager durch Metall-Gummi-Federn (Megi-Federn) geführt. Der Lokrahmen greift über Drehtürme mit Durchlässen für die Gelenkwellen zu den Achsgetrieben in die Drehgestelle ein. Der Rahmen stützt sich über Doppel-Schraubenfedern auf die Drehgestelle ab. Die Auslenkung der Drehgestelle im Bogen erfolgt ohne Gleitstücke.
Der Dieselmotor MTU 652 TA 10 ist ein wassergekühlter 12-Zylinder-Motor in V-Form mit Vorkammereinspritzung, Abgasturbolader und Kolbenkühlung.
Die Kraftstoffpumpe fördert den Kraftstoff aus den Hauptbehältern unter der Lok zunächst in einen hochliegenden Betriebsbehälter und von dort weiter zu den Einspritzpumpen. Ein Überströmventil begrenzt den Überdruck im Vorlauf der Einspritzpumpen auf 0,6 bar. Bei Ausfall der Kraftstoffpumpe kann der Betriebsbehälter per Handpumpe nachgefüllt werden und mit Fallkraftstoff weitergefahren werden. Die Loks verbrauchen im Leerlauf etwa 12 Liter Dieselkraftstoff pro Stunde, unter Volllast etwa 230 Liter pro Stunde.
Zur Rückkühlung des Motorkühlwassers sind hydrostatische Lüfteranlagen von Behr oder Voith vorhanden. Da die Lokomotive anders als die V 100 über keinen Dampfheizkessel verfügt, den man zur Kühlwasservorwärmung nutzen könnte, ist stattdessen ein kleiner, dieselgefeuerter Warmwasserkessel von Hagenuk, oder später ein Vorwärmgerät der Firma Webasto oder A.S.T. eingebaut.
Das hydraulische Getriebe Voith L206rs hat zwei Wandlergänge. Ein mechanisches Nachschaltgetriebe ermöglicht die Wahl zwischen einem Schnell- und einem Langsamgang sowie den Wechsel der Fahrtrichtung. Um feinfühlige Langsamfahrten zu ermöglichen, hat das Getriebe eine stufenlos regelbare Wandlerteilfüllung.
Der Führertisch ist beidseitig bedienbar. Die Steuerung von Motor und Getriebe erfolgt pneumatisch. Durch Drehen des Fahrschalters wird stufenlos über ein Feinregelventil ein bestimmter Steuerdruck in das System gegeben. Dieser beeinflusst die Schaltvorgänge im hydraulischen Getriebe und wirkt am Motor auf den Drehzahlregler R 32 p von Maybach mit drehzahlabhängiger Füllungsbegrenzung ein.
Ab der Lok 290 071 war serienmäßig eine Brandmeldeanlage vorhanden. Bis 290 190 war ab Werk ein Drehschieber-Führerbremsventil Knorr 8 eingebaut, ab 290 191 ein WF2-Selbstreglerventil. Bis zum Umbau zur Funklok war nur eine einlösige Knorr-Druckluftbremse vorhanden.
Automatische Rangierkupplungen der Bauart BSI waren teilweise ab Werk vorhanden. Das Umbaupaket zur Funklok 294/295 enthielt immer die automatische Kupplung RK 900.
Alle Lokomotiven besitzen eine Zeit-Zeit-Sifa und eine Punktförmige Zugbeeinflussung der Bauform I 60. Diese war bei der V 90 fest auf die Untere Zugart U eingestellt. Durch Nachrüstung mit einem Rechnerkern ER24 erfüllt die Zugbeeinflussung heute das Betriebsprogramm PZB 90.
Eine Rangierfunkanlage ist heute überall vorhanden und durch zahlreiche im Führerhaus verteilte Hand- und Fußtaster ständig bedienbar. Nachgerüstet wurde ein Anzeigegerät für EBuLa.

## Baureihe V 90 P / Baureihe 291 und 295

### V 90 P (Vorserie Baureihe 291)
Im Jahre 1965 baute die MaK auf eigene Rechnung eine Serie von fünf Loks, die auf der V 90 basierten, jedoch statt des 12-Zylinder-V-Motors der V 90 einen hauseigenen 8-Zylinder-Reihenmotor mit Abgasturbolader vom Typ 8 M 282 AKB erhielten. Dessen Leistung betrug abhängig von der eingestellten Drehzahl zwischen 1100 PS bei 930/min und 1400 PS bei 1100/min. Die Loks erhielten die Bezeichnung V 90 P. Der Hersteller erhoffte sich Aufträge von Privatbahnen und der Industrie. Alle fünf Loks dienten anfangs als Vorführloks des Werks und absolvierten Testeinsätze bis hin nach Schweden. Die Lok V 90 P 02 wurden 1966 an die Dortmunder Eisenbahn verkauft, wo sie sich bewährte, was Ende 1967 zum Ankauf der V 90 P 01 führte. Die als DE D15 und DE D16 bezeichneten Loks wurden zum Jahreswechsel 1983/84 (D15 - V 90 P 02) bzw. 1985 (D16 - V 90 P 01) nach Italien an Gleisbaufirmen verkauft. Im Fahrzeugeinstellungsregister wurden die Baureihen 3291 und 3295 vergeben.
Die DB übernahm im August 1965 die V 90 P 03 und im letzten Quartal 1966 die beiden V 90 P 04 und V 90 P 05 als Mietloks zu Testzwecken. Deren Leistungen am Ablaufberg entsprachen so sehr den Anforderungen, dass eine Bestellung über hundert Maschinen erfolgte, womit die V 90 P faktisch zu einer Vorserie wurden. Die DB erwarb die drei V 90 P im Juli 1972, nachdem sie sie bei der Umstellung auf Computernummern schon als Unterbaureihe 2919 eingereiht hatte. Über die Jahre erstreckten sich ihre Einsatzgebiete von Emden bis Rostock. 2012 wurden 291 902 und 903 abgestellt und im November 2014 verschrottet. Im November 2014 wurde 291 901 schadhaft abgestellt, da ihre Zeitfristen ohnehin im Januar 2015 abgelaufen wären.
Da sich die V 90 P aufgrund ihrer bundesbahntypischen Bordelektrik (110 V statt der bei NE-Bahnen üblichen 24 V) sowie ihrer konsequenten Auslegung für den schweren Rangierdienst nicht bei den Privatbahnen durchsetzte, entwickelte MaK die V 90 P weiter zur G 1600 BB, von welcher 16 Exemplare in zwei Versionen gebaut wurden.

### Baureihe 291
Aufgrund der guten Erfahrungen mit der V 90 P und des günstigeren Preises des MaK-Motors gegenüber dem MTU-Motor wurden im Herbst 1973 und Mitte 1974 jeweils fünfzig Lokomotiven bestellt, die auf diesen Lokomotiven beruhten.
Die Serienloks wurden von 1974 bis 1978 an die Deutsche Bundesbahn ausgeliefert. Bei der MaK in Kiel wurden davon die 291 001 bis 040 sowie die 291 051 bis 100 gebaut. Die Maschinen 291 041 bis 050 kamen dagegen von Jung, die zugleich die letzten von dieser Fabrik für die DB gebauten Loks waren.

### Baureihe 291 mit Bergfunk
Analog zur 290 wurden auch 291 031 bis 038 mit der Funkfernsteuerung „Bergfunk“ (siehe oben) ausgerüstet und hauptsächlich im Rangierbahnhof Maschen eingesetzt. Diese Maschinen sind die letzten verbliebenen 291 der DB.

### Umbau-Lokomotiven der Baureihe 295
Analog zum Umbau der 290 wurden auch die meisten Serienloks der Baureihe 291 ab 1995 mit einer Funkfernsteuerung und automatischen Rangierkupplungen ausgerüstet. Die umgebauten Loks wurden zur Baureihe 295 umgezeichnet. Die nicht umgebauten Loks, zuletzt außer den Lokomotiven mit Bergfunk die Vorserie und 291 010 und 011, sind nach wie vor mit Handradsteuerung und klassischen Führerbremsventilen ausgerüstet.
Seit 2010 werden die Diesellokomotiven der Baureihen 291 und 295 durch neue Lokomotiven der Reihe Voith Gravita abgelöst. Viele der fernsteuerbaren Loks der Baureihe 295 sowie zwei der sechs noch existierenden 291 (Stand 02/2015) fanden eine neue Heimat bei Privatbahnen, unter anderem bei der Firma B/V Leipzig (16 Stück), der Osnabrücker Hafenbahn (2), den Passauer Eisenbahnfreunden (1) und der Brohltalbahn (1).
Seit 2015 rüstete DB Cargo teilweise auch Loks der Baureihe 295 mit einem geschlossenen Umlaufgitter aus, allerdings in einer anderen Bauform als bei den 290/294.

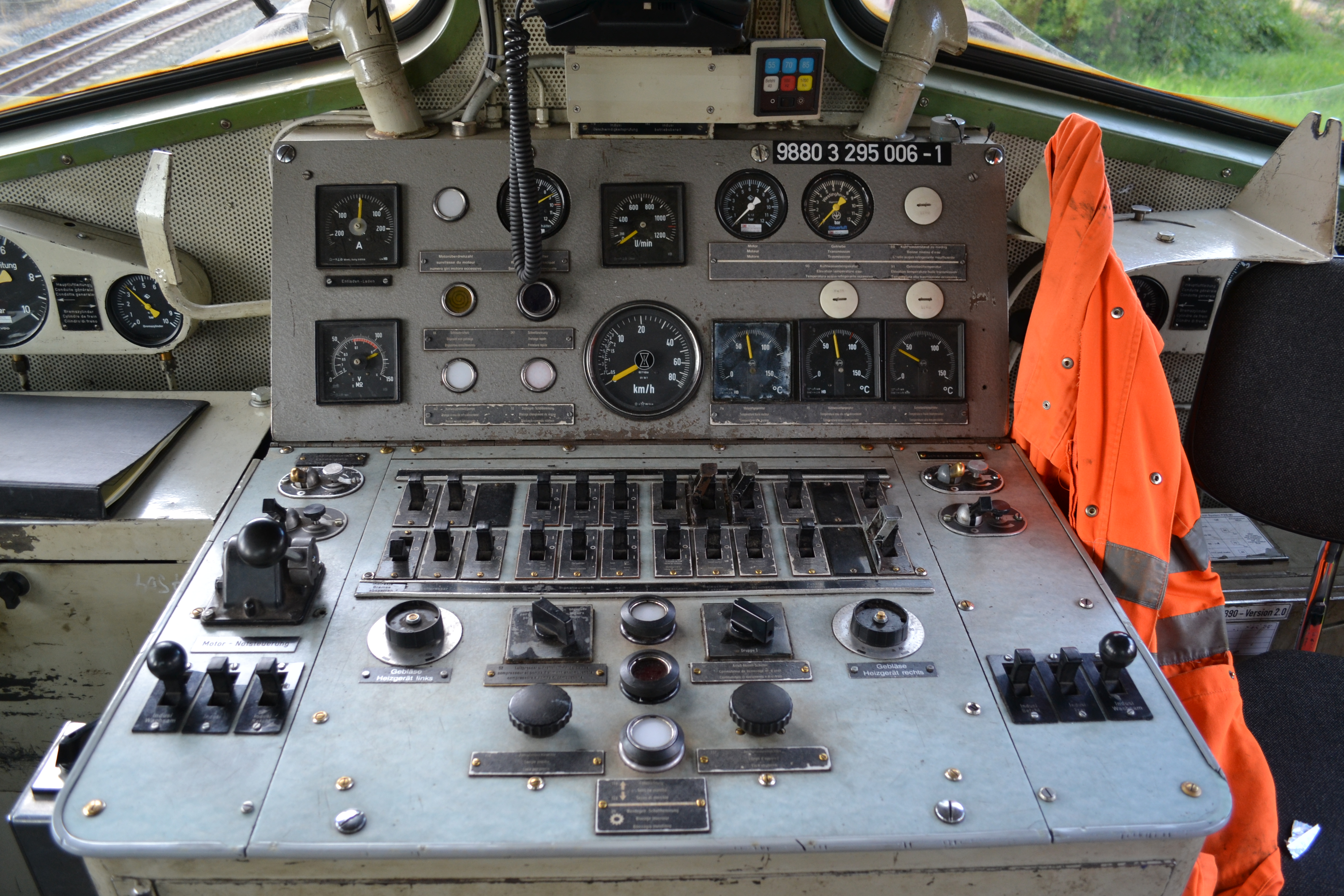
Führerstand einer 295
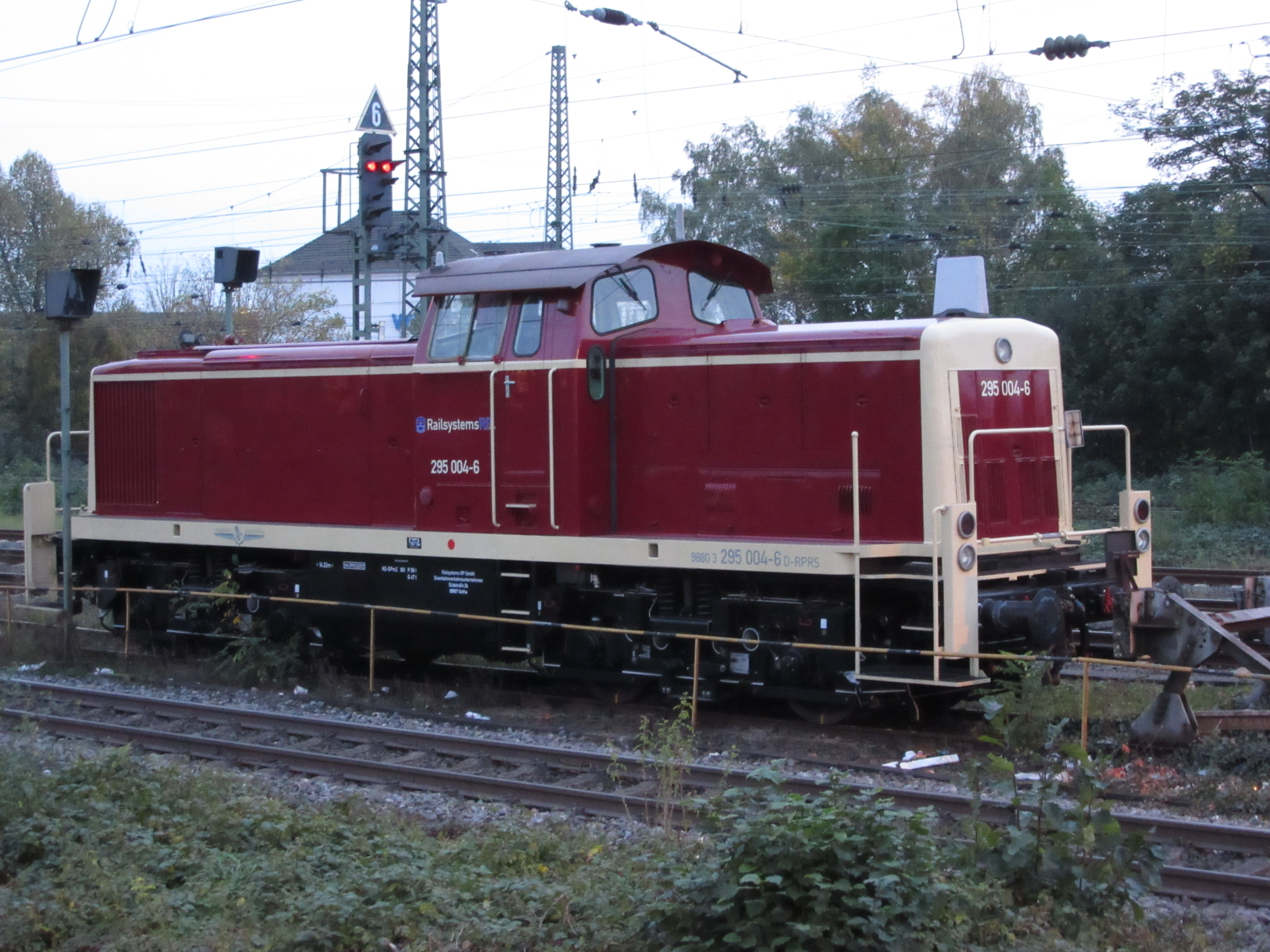
295 004-6 in Hamm
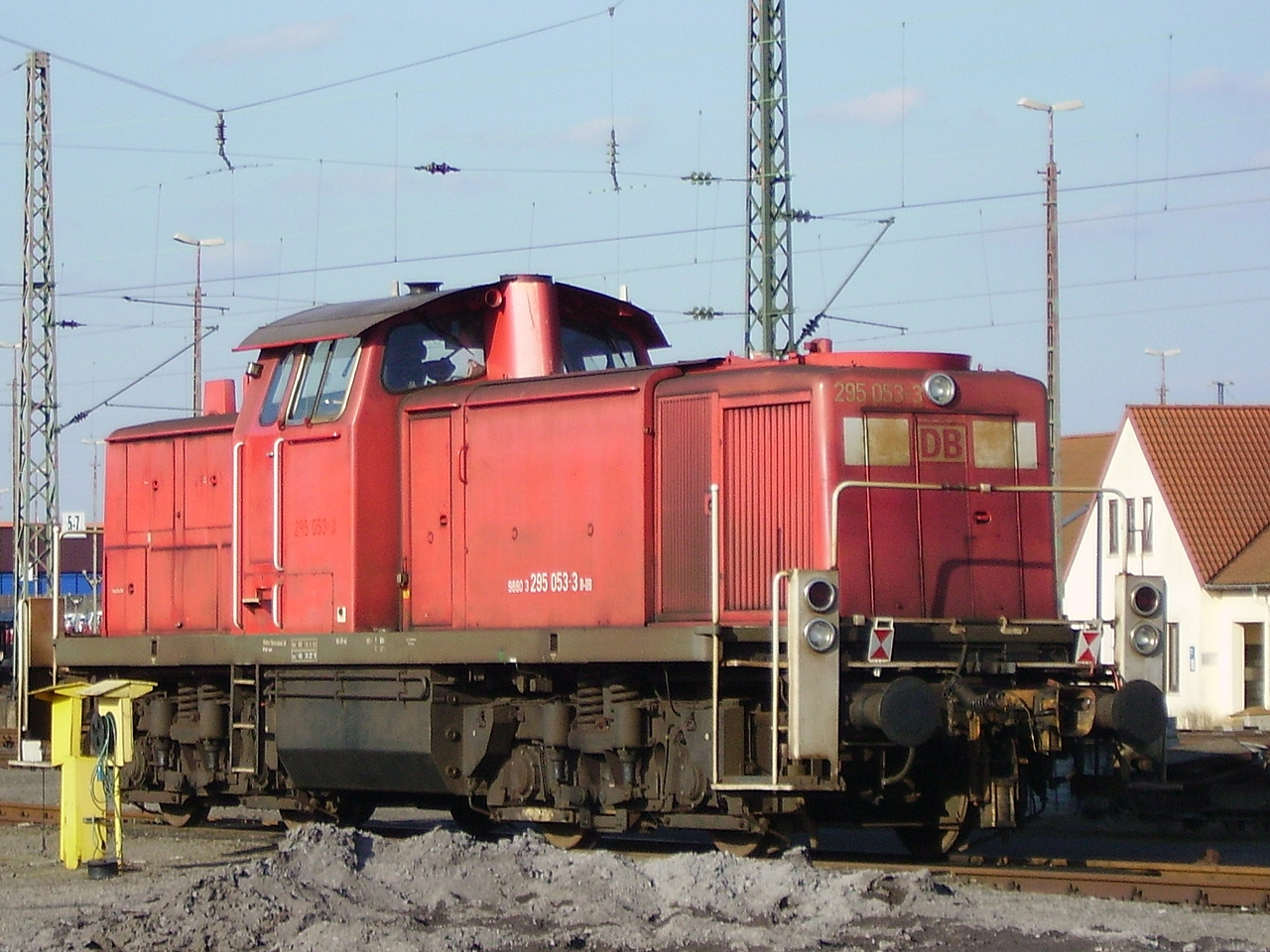
Lokomotive 295 053
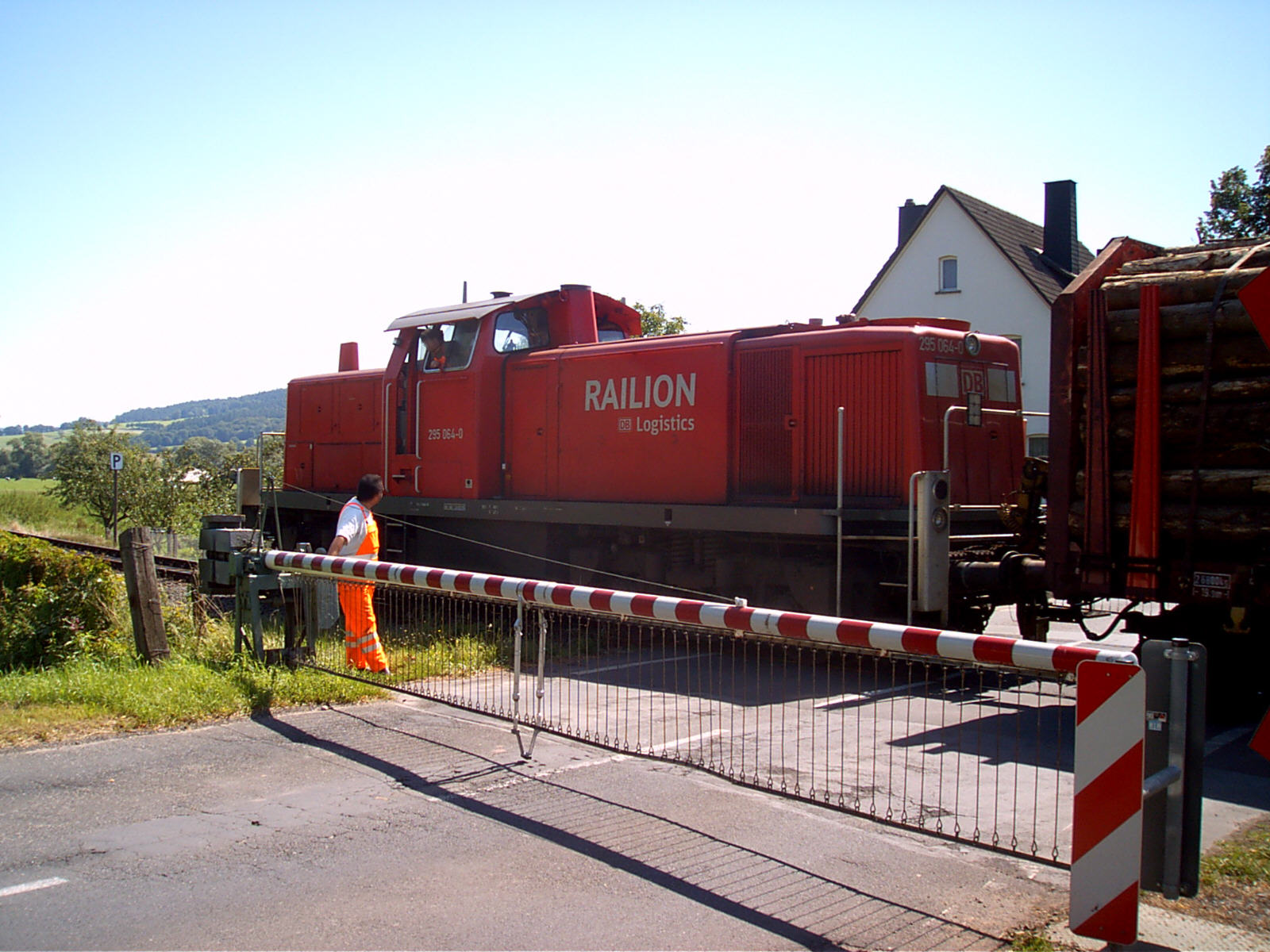
295 064 in Niederaula (6. August 2007)

### Bestand
Bestand und Verbleib der Baureihe 291/295 bei Privatbahnen und der DB AG. Abgestellte Lokomotiven und Ersatzteilspender sind ebenfalls aufgelistet (Stand: September 2020)
| Fahrzeugnummer (92 80 3xxx xxx-x) | Betreiberbezeichnung        | Betreiber (NVR-Bezeichnung)       | Bemerkung |
| --------------------------------- | --------------------------- | --------------------------------- | --- |
| 291 901-7                         | 291 901-7                   | DB                                | verkehrsrot, abgestellt Rostock-Seehafen, nicht betriebsfähig                                                                             |
| 291 902-5                         | 291 902-5                   | DB                                | verkehrsrot, zerlegt (27.11.2014) Steil, Eberswalde                                                                                       |
| 291 903-3                         | 291 903-3                   | DB                                | verkehrsrot, zerlegt (28.11.2014) Steil, Eberswalde                                                                                       |
| 295 001-2                         | 295 001-2                   | BYB                               | verkehrsrot, nicht betriebsfähig |
| 295 002-0                         | 295 002-0                   | BYB                               | verkehrsrot, nicht betriebsfähig |
| 295 003-6                         | 295 003-6                   | EEB                               | verkehrsrot, betriebsfähig |
| 295 004-6                         | 295 004-6                   | RPRS                              | rot/beige „TEE-Lackierung“ (Farbaufteilung wie ozeanblau/beige), betriebsfähig                                                            |
| 295 005-3                         | 295 005-3                   | DB                                | verkehrsrot, zerlegt (__.__.2016) AW Bremen (durch Bender, Opladen)                                                                       |
| 295 006-1                         | 295 006-1                   | FLEX                              | grün/schwarz, betriebsfähig |
| 295 007-9                         | 295 007-9                   | BUVL                              | verkehrsrot, nicht betriebsfähig |
| 295 008-7                         | 295 008-7                   | DB                                | verkehrsrot, zerlegt (__.__.201_) Scholz, Espenhain                                                                                       |
| 295 009-5                         | 295 009-5                   | DB                                | verkehrsrot, zerlegt (__.__.201_) Scholz, Espenhain                                                                                       |
| 291 010-7                         | 291 010-7                   | DB                                | verkehrsrot, zerlegt (25.09.2014) Scholz, Espenhain                                                                                       |
| 291 011-5                         | 291 011-5                   | DB                                | verkehrsrot, zerlegt (__.08.2013) TSR, Magdeburg-Rothensee                                                                                |
| 295 012-9                         | 295 012-9                   | DB                                | verkehrsrot, betriebsfähig |
| 295 013-7                         | 295 013-7                   | DB                                | verkehrsrot, zerlegt (04.08.2014) Steil, Eschweiler-Aue                                                                                   |
| 295 014-5                         | 295 014-5                   | BUVL                              | grau/grün, Fristablauf, nicht betriebsfähig                                                                                               |
| 295 015-2                         | 295 015-2                   | BUVL                              | verkehrsrot, Ersatzteilspender B & V Leipzig GmbH, Leipzig, nicht betriebsfähig                                                           |
| 295 016-0                         | 295 016-0                   | DB                                | verkehrsrot, betriebsfähig |
| 295 017-8                         | 295 017-8                   | UEG                               | verkehrsrot, Ersatzteilspender UEG - Usedomer Eisenbahn GbR, Zinnowitz (Usedom), nicht betriebsfähig                                      |
| 295 018-6                         | 295 018-6                   | DB                                | verkehrsrot, betriebsfähig |
| 295 019-4                         | 295 019-4                   | DB                                | verkehrsrot, betriebsfähig |
| 295 020-2                         | 295 020-2                   | UEG                               | verkehrsrot, betriebsfähig |
| 295 021-0                         | 295 021-0                   | DB                                | verkehrsrot, betriebsfähig |
| 295 022-8                         | 295 022-8                   | DB                                | verkehrsrot, betriebsfähig |
| 295 023-6                         | 295 023-6                   | HSL                               | HSL Lackierung, betriebsfähig |
| 295 024-4                         | 295 024-4                   | BUVL                              | grau/grün, Fristablauf, nicht betriebsfähig                                                                                               |
| 295 025-1                         | 295 025-1                   | BUVL                              | grau/grün, betriebsfähig |
| 295 026-9                         | 295 026-9                   | BUVL                              | grau/grün, Fristablauf, nicht betriebsfähig                                                                                               |
| 295 027-7                         | 295 027-7                   | BUVL                              | grau/grün, Fristablauf, nicht betriebsfähig                                                                                               |
| 295 028-5                         | 295 028-5                   | BUVL                              | verkehrsrot, Ersatzteilspender B & V Leipzig GmbH, Leipzig, nicht betriebsfähig                                                           |
| 295 029-3                         | 295 029-3                   | /                                 | verkehrsrot, Ersatzteilspender Redler-Service e.K., Oberweser, nicht betriebsfähig                                                        |
| 295 030-1                         | 295 030-1                   | BUVL                              | verkehrsrot, Ersatzteilspender B & V Leipzig GmbH, Leipzig, nicht betriebsfähig                                                           |
| 291 031-3                         | 291 031-3                   | DB                                | verkehrsrot, zerlegt (20.12.2012) Steil, Eschweiler-Aue                                                                                   |
| 291 032-1                         | 291 032-1                   | DB                                | verkehrsrot, zerlegt (14.10.2013) Steil, Eschweiler-Aue                                                                                   |
| 291 033-9                         | 291 033-9                   | DB                                | verkehrsrot, zerlegt (17.10.2013) Steil, Eschweiler-Aue                                                                                   |
| 291 034-7                         | 291 034-7 „Amazing Amelie“  | RPRS                              | schwarz/beige mit Beklebung, betriebsfähig                                                                                                |
| 291 035-4                         | 291 035-4                   | RPRS                              | ozeanblau/beige, betriebsfähig |
| 291 036-2                         | 291 036-2                   | RPRS                              | orientrot, betriebsfähig |
| 291 037-0                         | 291 037-0                   | RPRS                              | schwarz/beige, betriebsfähig |
| 291 038-8                         | 291 038-8                   | ? (aktuell MTRD durch Vermietung) | grün/gelb, SunRail GmbH, Bruchhausen-Vilsen, betriebsfähig                                                                                |
| 295 039-2                         | 295 039-2                   | DB                                | verkehrsrot, zerlegt (27.01.2014) Steil, Eschweiler-Aue                                                                                   |
| 295 040-0                         | 295 040-0                   | DB                                | verkehrsrot, Unfall am 18.10.2011 in Bremen-Grolland, abgestellt AW Bremen (?), nicht betriebsfähig                                       |
| 295 041-8                         | 295 041-8                   | RPRS                              | ozeanblau/beige, betriebsfähig |
| 295 042-6                         | 295 042-6                   | DB                                | verkehrsrot, betriebsfähig |
| 295 043-4                         | 295 043-4                   | DB                                | verkehrsrot, betriebsfähig |
| 295 044-2                         | 295 044-2                   | DB                                | verkehrsrot, betriebsfähig |
| 295 045-9                         | 295 045-9                   | BUVL                              | verkehrsrot, Ersatzteilspender B & V Leipzig GmbH, Leipzig, nicht betriebsfähig                                                           |
| 295 046-7                         | 295 046-7                   | DB                                | verkehrsrot, zerlegt (__.__.2013) Scholz, Espenhain                                                                                       |
| 295 047-5                         | 295 047-5                   | DB                                | verkehrsrot, zerlegt (20.03.2018) Bender, Opladen                                                                                         |
| 295 048-3                         | 295 048-3                   | BUVL                              | grau/grün, betriebsfähig |
| 295 049-1                         | 295 049-1                   | BEG                               | grün/beige, betriebsfähig |
| 295 050-9                         | 295 050-9                   | DB                                | verkehrsrot, zerlegt (__.12.2016) Bender, Opladen                                                                                         |
| 295 051-7                         | 295 051-7                   | DB                                | verkehrsrot, betriebsfähig |
| 295 052-5                         | 295 052-5                   | DB                                | verkehrsrot, betriebsfähig |
| 295 053-3                         | 295 053-3                   | DB                                | verkehrsrot, zerlegt (19.06.2018) Bender, Opladen                                                                                         |
| 295 054-1                         | 295 054-1                   | DB                                | verkehrsrot, betriebsfähig |
| 295 055-8                         | 295 055-8                   | DB                                | verkehrsrot, zerlegt (__.__.2014) Steil, Eschweiler-Aue                                                                                   |
| 295 056-6                         | 295 056-6                   | FLEX                              | verkehrsrot, verkauft an Flex Bahndienstleistungen, Leipzig, nicht betriebsfähig                                                          |
| 295 057-4                         | 295 057-4                   | BEG                               | grau/orange, betriebsfähig |
| 295 058-2                         | 295 058-2                   | DB                                | verkehrsrot, betriebsfähig |
| 295 059-0                         | 295 059-0                   | DB                                | verkehrsrot, betriebsfähig, mit vollständigem Umlaufgitter                                                                                |
| 295 060-8                         | 295 060-8                   | LUW                               | verkehrsrot, verkauft an Laeger & Wöstenhöfer GmbH & Co. KG, Berlin; bis Dez. 2022 nicht betriebsfähig abgestellt in Münster (Westf.) Gbf |
| 295 061-6                         | 295 061-6                   | BUVL                              | grau/grün, betriebsfähig |
| 295 062-4                         | 295 062-4                   | DB                                | verkehrsrot, zerlegt (__.__.2014) Scholz, Espenhain                                                                                       |
| 295 063-2                         | 295 063-2                   | DB                                | verkehrsrot, zerlegt (__.__.2014) Scholz, Espenhain                                                                                       |
| 295 064-0                         | 295 064-0                   | BUVL                              | grau/grün, betriebsfähig |
| 295 065-7                         | 295 065-7                   | DB                                | verkehrsrot, zerlegt (__.__.2013) Steil, Eschweiler-Aue                                                                                   |
| 295 066-5                         | 295 066-5                   | DB                                | verkehrsrot, zerlegt (__.11.2014) Steil, Eschweiler-Aue                                                                                   |
| 295 067-3                         | 295 067-3                   | RPRS                              | ozeanblau/beige, betriebsfähig |
| 295 068-1                         | 295 068-1                   | DB                                | verkehrsrot, zerlegt (__.__.2014) Scholz, Espenhain                                                                                       |
| 295 069-9                         | 295 069-9                   | RPRS                              | verkehrsrot, Ersatzteilspender Railsystems RP GmbH, Gotha verkauft, nicht betriebsfähig                                                   |
| 295 070-7                         | 295 070-7                   | DB                                | verkehrsrot, zerlegt (__.11.2014) Steil, Eschweiler-Aue                                                                                   |
| 295 071-5                         | 295 071-5                   | DB                                | verkehrsrot, abgestellt Oberhausen Osterfeld (?), nicht betriebsfähig                                                                     |
| 295 072-3                         | 295 072-3                   | BMB                               | verkehrsrot, betriebsfähig |
| 295 073-1                         | 295 073-1                   | BUVL                              | grau/grün, betriebsfähig |
| 295 074-9                         | 295 074-9                   | RPRS                              | verkehrsrot, 2015 an Railsystems RP GmbH, Gotha verkauft, nicht betriebsfähig                                                             |
| 295 075-6                         | 295 075-6                   | DB                                | verkehrsrot, zerlegt (__.__.2014) Scholz, Espenhain                                                                                       |
| 295 076-4                         | 295 076-4                   | RPRS                              | schwarz/beige mit Beklebung, betriebsfähig                                                                                                |
| 295 077-2                         | 295 077-2                   | AIX                               | grün/grau, betriebsfähig |
| 295 078-0                         | 295 078-0                   | PEF                               | ozeanblau/beige, betriebsfähig |
| 295 079-8                         | 295 079-8                   | ISL                               | grün, betriebsfähig |
| 295 080-6                         | 295 080-6                   | DB                                | verkehrsrot, zerlegt (__.11.2014) Steil, Eschweiler-Aue                                                                                   |
| 295 081-4                         | HABA 9                      | SWO                               | verkehrsrot, betriebsfähig |
| 295 082-2                         | 295 082-2 „Česká Třebová“   | MTRD                              | dunkelblau, betriebsfähig |
| 295 083-0                         | 295 083-0                   | LUW                               | verkehrsrot, verkauft an Laeger & Wöstenhöfer GmbH & Co. KG, Berlin; bis Dez. 2022 nicht betriebsfähig abgestellt in Münster (Westf.) Gbf |
| 295 084-8                         | HABA 10                     | SWO                               | verkehrsrot, betriebsfähig |
| 295 085-5                         | 295 085-5                   | DB                                | verkehrsrot, zerlegt (__.__.2014) Steil, Eschweiler-Aue                                                                                   |
| 295 086-3                         | 295 086-3                   | DB                                | verkehrsrot, zerlegt (__.__.2014) Scholz, Espenhain                                                                                       |
| 295 087-1                         | 295 087-1                   | BYB                               | altrot, betriebsfähig |
| 295 088-9                         | 295 088-9                   | RPRS                              | ozeanblau/beige, betriebsfähig |
| 295 089-7                         | 295 089-7                   | RPRS                              | ozeanblau/beige, betriebsfähig |
| 295 090-5                         | 295 090-5                   | DB                                | verkehrsrot, zerlegt (__.__.2014) Scholz, Espenhain                                                                                       |
| 295 091-3                         | 295 091-3 „Budapest“        | MTRD                              | dunkelblau, betriebsfähig |
| 295 092-1                         | 295 092-1 „Dunajská Streda“ | MTRD                              | dunkelblau, betriebsfähig |
| 295 093-9                         | 295 093-9                   | BYB                               | altrot, betriebsfähig |
| 295 094-7                         | 295 094-7                   | DB                                | verkehrsrot, betriebsfähig |
| 295 095-4                         | 295 095-4                   | MZE                               | ozeanblau/beige, Schütz GmbH & Co. KGaA, Selters, betriebsfähig                                                                           |
| 295 096-2                         | 295 096-2                   | PBE                               | altrot, betriebsfähig |
| 295 097-0                         | 295 097-0                   | DB                                | verkehrsrot, zerlegt (__.__.2014) Steil, Eschweiler-Aue                                                                                   |
| 295 098-8                         | 295 098-8                   | FLEX                              | grün/schwarz, betriebsfähig |
| 295 099-6                         | 295 099-6                   | LUW                               | verkehrsrot, verkauft an Laeger & Wöstenhöfer GmbH & Co. KG, Berlin; bis Dez. 2022 nicht betriebsfähig abgestellt in Münster (Westf.) Gbf |
| 295 100-2                         | 295 100-2                   | ISL                               | grün, betriebsfähig |

Im Juni 2024 sind noch 16 Lokomotiven der Baureihe 295 im Bestand der DB.